# 牛尾治朗
牛尾 治朗（うしお じろう、1931年2月12日 - 2023年6月13日）は、日本の実業家。ウシオ電機株式会社の設立者である。同社 名誉相談役、取締役相談役、経済同友会特別顧問（終身幹事）、公益財団法人日本生産性本部会長（2003年から2014年）、名誉会長（2014年から2020年）などを務めた。。
平成8年度第22回経済界大賞受賞。平成10年財界大賞受賞。

## 経歴
兵庫県姫路市に牛尾家2代目牛尾健治・美津子の次男として生まれる。
祖父・牛尾梅吉は姫路商工会議所の2代目会頭を務め、播磨の振興に尽力した。父・健治は、姫路銀行頭取を務める傍ら中国合同電気→山陽配電（現在は分割されて関西電力・中国電力）を中心に電力・電機事業を手がけた。現在のウシオ電機も、前身は中国合同電気の電球製造部門が独立した姫路電球であり、同社から産業用特殊光源の製造部門が独立したのが現在のウシオ電機に至っている。
旧制兵庫県立第三神戸中学校、旧制第三高等学校を経て、1953年に東京大学法学部政治学科を卒業し東京銀行に入行。カリフォルニア大学バークレー校大学院留学後に家業を受け継ぎ、1964年ウシオ電機を設立。28歳で経済同友会に入会し、中堅企業の経営者ながら早くから財界人として意欲的に発言してきた。1969年1月には日本青年会議所会頭に就任し（同年12月まで在任）、「財界の老害」を批判した。「21世紀は市場経済の時代。民間が自立した社会にする必要がある」として規制緩和や株主尊重の路線を打ち出した。
1995年4月に経済同友会代表幹事に就任、1999年4月からは特別顧問（終身幹事）に就いている。1996年2月には日本ベンチャーキャピタル株式会社を設立し、取締役会長に就任（2002年6月に名誉会長に退く）。2001年には経済財政諮問会議議員、日本郵政・社外取締役に就任。また、旧・第二電電がケイディディ（KDD）・日本移動通信（IDO）と合併して出来た旧・ディーディーアイ（現・KDDI）が成立する前後に会長を務めている。

## 政治
1975年東京都知事選挙では石原慎太郎の参謀四人衆の一人（他は浅利慶太、塩路一郎、飯島清）として選挙運動を指揮した。
1979年東京都知事選挙で牛尾は新自由クラブから東京都知事候補に推され、首相・自由民主党総裁の大平正芳からも打診があったが、結局自民党は公明党の推す鈴木俊一の推薦を決めたため出馬しなかった。
1985年首相中曽根康弘の意向により民間人特別委員10人の1人として政府税制調査会に入った。
牛尾は安倍晋太郎と親交があり、安倍の後援会のひとつ『総晋会』の会長を務めた。第1次安倍内閣では、閣議決定で開塾された沖縄新世代経営者塾に堺屋太一などとともに顧問という肩書きで就任し、若手経営者の指導にあたった。
民間人だが、閣僚人事について安倍晋三の相談を受けるなど、政治への影響力も強い。官僚人事についても、安倍に今井尚哉の登用を勧めたとされる。

## 年譜
- 1931年2月:兵庫県姫路市に生まれる
- 1953年3月:東京大学法学部政治学科卒業
- 1953年4月:東京銀行入行
- 1956年2月:カリフォルニア大学バークレー校政治学大学院留学
- 1964年3月:ウシオ電機株式会社設立 代表取締役社長就任
- 1969年1月:日本青年会議所会頭就任（～12月）
- 1979年4月:ウシオ電機株式会社 代表取締役会長就任
- 1981年4月:第二次臨時行政調査会 専門委員（～1983年3月）
- 1984年6月:第二電電株式会社（DDI）取締役就任
- 1987年4月:国際大学理事長就任（～1988年12月）
- 1988年12月:江副浩正よりリクルートコスモス社の未公開株を譲渡されていたことが分かり（リクルート事件）、社団法人経済同友会 副代表幹事ほか公職を辞任[14]
- 1994年3月:財団法人ウシオ育英文化財団理事長
- 1995年4月:社団法人経済同友会 代表幹事就任（～1999年4月）
- 1996年2月:日本ベンチャーキャピタル株式会社設立 取締役会長就任（～2002年6月）
- 1999年5月:社団法人経済同友会 特別顧問就任
- 1999年6月:株式会社ホテルオークラ 取締役就任
- 2000年4月:第二電電株式会社 代表取締役会長就任
- 2000年10月:株式会社ディーディーアイ 代表取締役会長就任(～2003年6月)
- 2001年1月:内閣府 経済財政諮問会議 議員就任（～2006年9月）
- 2002年5月:技術研究組合極端紫外線露光システム技術開発機構理事長
- 2003年6月:財団法人 社会経済生産性本部（現・公益財団法人日本生産性本部）会長就任（～2014年6月、同月より名誉会長）、KDDI株式会社取締役就任（～2006年6月）
- 2020年5月:ウシオ電機株式会社 取締役相談役就任
- 2020年9月:ウシオ電機株式会社 名誉相談役
- 2023年6月:誤嚥性肺炎のため死去した[15]。92歳没。ウシオ電機が同月21日明らかにした。

## その他役職
- 会計検査院会計検査懇話会有識者委員座長
- 公益財団法人公共政策調査会顧問
- 一般社団法人日本尊厳死協会顧問
- 公益財団法人松下政経塾相談役
- 公益財団法人稲盛財団理事
- 一般社団法人日本アスペン研究所諮問委員
- 一般社団法人日韓経済協会相談役
- 歴史街道推進協議会顧問
- 元財団法人アリオン音楽財団相談役
- 公益財団法人大平正芳記念財団評議員
- 公益財団法人総合研究開発機構（NIRA）会長
- 公益財団法人日本生産性本部名誉会長
- 日本アカデメイア共同塾頭
- 一般社団法人ジャパンダイバーシティネットワーク呼びかけ人[16]
- 公益財団法人日本尊厳死協会顧問

## 人物
趣味はゴルフ。好物は麺類、幅広麺を好む。

## 家族・親族
牛尾家（兵庫県姫路市西紺屋町・同市北条口、同県神戸市須磨区垂水町舞子）
牛尾家は代々姫路駅近辺の大地主だった。兄にウシオ工業社長の牛尾吉朗がいる。牛尾の長女・幸子と安倍晋太郎の長男・寛信は夫婦である。長男・志朗の妻は牛尾奈緒美（旧姓中村）。
- 祖父・梅吉（兵庫県平民、牛尾合資会社代表社員、仲介業、資産家・兵庫県多額納税者）[19][22]

1864年（元治元年）生 - 1934年（昭和9年）没
- 祖母・きぬゑ（兵庫・望月有寧の三女）[22]

1875年（明治8年）生 - 没
- 父・健治[19][23]

1898年（明治31年）生 - 1958年（昭和33年）没
- 母・みつ（或いは美津子、兵庫・中村彌之祐の養妹）[17][22]

1902年（明治35年）生 - 没
- 兄・吉朗[17]（ウシオ工業社長、慶應義塾大学卒業、同大学院修了）

1929年（昭和4年）生 -
- 妻・春子（東京家政大学常務理事・人見脩蔵の二女、日本女子大学卒業）[24]

1933年（昭和8年）生 -
- 長男・志朗（ウシオ電機取締役兼常務執行役員、玉川大学卒業）[24]

1958年（昭和33年）生 -
- 同妻・奈緒美（中村哲也の長女、慶應義塾大学卒業）

1961年（昭和36年）生 -
- 長女・幸子（成城大学卒業）[24]

1959年（昭和34年）生 -
- 同夫・安倍寛信（三菱商事パッケージング非常勤顧問・元代表取締役社長、成蹊大学卒業）

1952年（昭和27年）生 -
- 同長男・寛人（慶應義塾大学卒業）

1991年（平成3年）生 -

## 系譜
```
　　　　　　　　　　　　　　　　　　　　　　　　　┏牛尾志朗
　　　　　　　　　　　　　　　　　　┏牛尾治朗━━┫
　　　　　　牛尾梅吉━━牛尾健治━━┫　　　　　　┗幸子
　　　　　　　　　　　　　　　　　　┗牛尾吉朗　　　　┃
　　　　　　　　　　　　　　　　　　　　　　　　　　　┃
　　　　　　　　┏岸秀助━━岸信介━━━┳岸信和　　　┃
　　　　　　　　┃　　　　　　　　　　　┃　　　　　　┃
　　　　　　　　┃　　　　　　　　　　　┗洋子　　　　┃
　　　　岸要蔵━┫　　　　　　　　　　　　┃　　　　　┃
　　　　　　　　┃　　　　　　　　　　　　┃　　┏安倍寛信
　　　　　　　　┃　　　　　　　　　　　　┃　　┃
　　　　　　　　┗岸信政━━良子　　　　　┃　　┃
　　　　　　　　　　　　　　　　　　　　　┣━━╋安倍晋三
　　　　　　　　　　　　　　　　　　　　　┃　　┃
　　　　　　　　　　　　　　　　　　　　　┃　　┃
　　　　　　　　　　　　　　　　　　　　　┃　　┃
　　　　　　　　　　　　　　　　　　　　　┃　　┗岸信夫
　　　　　　　安倍寛━━━━━━━━━━安倍晋太郎

```

## 脚註
1. 1 2 3 4 5 6 7 8  『現代人名録2002』第1巻 p1056
2. 1 2  日本生産性本部の次期会長に茂木氏 6月交代、牛尾会長は退任 2014.3.18 16:58更新 産経新聞
3. ↑  “牛尾治朗さん死去　元経済同友会代表幹事”.   共同通信. 2023年6月21日閲覧。
4. ↑  籠谷直人 近代姫路の財界・政界 part2 姫路における財界ネットワーク 2002年12月
5. ↑  “牛尾治朗（ウシオ電機会長） 私の履歴書（６）戦時下の中学”. 日本経済新聞 (1999年10月6日). 2023年12月1日閲覧。
6. ↑  川勝宣昭『日産自動車 極秘ファイル 2300枚―「絶対的権力者」と戦ったある課長の死闘7年間』プレジデント社、2018年12月20日。ISBN 978-4833423038。
7. ↑  街風隆雄 社内外で残った「衣湿る」 －ウシオ電機会長 牛尾治朗【2】 PRESIDENT 2011年6月13日号
8. ↑  伊藤昌哉 『自民党戦国史』中巻 第二部 4 朝日文庫 pp.187-188（1985年）
9. ↑  日本労働年鑑 第50集 1980年版 統一地方選と共闘問題
10. ↑  鄭子真 [中曽根内閣と消費税 : 導入失敗の過程] 国際公共政策研究. 14(1) P.191-P.205 2009-09
11. ↑  真柄昭宏 中曽根政権の行政改革・教育改革・税制改革の成否を分けたもの : 改革における事務局掌握の重要性 CUC policy studies review 20, 17-31, 2008-10
12. ↑  神一行『閨閥 改訂新版 特権階級の盛衰の系譜』(1989年) 224頁
13. ↑  森功「首相を振りつける剛腕秘書官研究」『文藝春秋』93巻14号、文藝春秋、2015年12月1日、296頁。
14. ↑  『毎日新聞』1988年12月15日朝刊
15. ↑  “牛尾治朗氏死去、92歳”.   時事通信 (2023年6月21日). 2023年6月21日閲覧。
16. ↑  JDNについて 呼びかけ人一覧
17. 1 2 3  『人事興信録 第14版 上』ウ41頁（国立国会図書館デジタルコレクション）。2016年2月13日閲覧。
18. ↑  『人事興信録 第11版 上』ウ62頁（国立国会図書館デジタルコレクション）。2016年2月14日閲覧。
19. 1 2 3  『人事興信録 第4版』ウ42頁（国立国会図書館デジタルコレクション）。2016年2月13日閲覧。
20. ↑  『私の履歴書』 平成11年（1999年）10月日本経済新聞連載
21. ↑  【安倍首相、保守人脈が支え】首相の意向で役職起用多く 疑問視する声も 2013/12/26 11:01 共同通信
22. 1 2 3  『人事興信録 第9版』ウ47-48頁（国立国会図書館デジタルコレクション）。2016年2月11日閲覧。
23. ↑  『人事興信録 第15版 上』ウ13頁（国立国会図書館デジタルコレクション）。2017年12月11日閲覧。
24. 1 2 3 4  牛尾家（兵庫県）: 閨閥学 2018年11月21日閲覧。
25. ↑  “安倍首相「慶応出の2人の甥っ子」跡目はどっちが継ぐのか”. 2023年10月12日閲覧。